# Leticia
Leticia – miasto w południowej Kolumbii, leżące na lewym brzegu Amazonki. Jest stolicą departamentu Amazonas. Według spisu ludności z 30 czerwca 2018 roku miasto liczyło 33 503 mieszkańców. 
Jest ośrodkiem obszaru, o który toczyły spór graniczny Kolumbia i Peru. Traktat z 1922 przyznał miasto Kolumbii. W latach 1932–1934 miała miejsce wojna o sporny obszar. W 1934 przy pośrednictwie Ligi Narodów podpisano pokój. Miasto zostało przyznane Kolumbii. 
Wydarzenia, które doprowadziły do konfliktu zostały opisane przez Arkadego Fiedlera w jednym z rozdziałów reportażu Ryby śpiewają w Ukajali. 
Siedziba rzymskokatolickiego wikariatu apostolskiego Leticia. 
W mieście funkcjonuje międzynarodowy port lotniczy Alfredo Vasquez Cobo.